# 槐塘程氏
槐塘程氏是一个著名的程姓家族分支，起源于今安徽省黄山市歙县郑村镇棠樾村的一个自然村槐塘。

## 早期
槐塘程氏的始迁祖，为程元谭三十世孙程延坚，在后周太祖广顺二年（952年），从歙县河西迁居城西十五里，创建村落。至槐塘程氏七世祖程大圭（1103-1175年），时值两宋之间的动荡时期，经营创业，家族开始兴旺，宋末元初槐塘程氏形成了著名的“槐塘九门十三派”。
槐塘程氏，自南宋绍熙至清光绪，科甲鼎盛：中进士19人，其中程扬祖为状元，程元凤为榜眼，程国仁为传胪；程国仁与程家督为父子进士。举人更多，其中程允徽为经魁。

## 名人
- 程元凤（1200-1269年），宋理宗绍定二年（1229年）进士[3]。宝祐四年（1256）官拜右丞相兼枢密使[4]。
- 程元岳（1218-1268年）：宋理宗宝祐元年（1253年）进士，官至工部侍郎、诗人，程元凤从弟
- 程扬祖：宋景定二年辛酉科御赐状元，程元凤之侄
- 程念祖：秘阁学士，程元凤之侄
- 程嗣功（1525-1588年）：明嘉靖二十六年（1547年）丁未科进士，官至南京户部侍郎。
- 程嗣启：程嗣功之兄，明代嘉靖、隆庆和万历年间盐商
- 程嗣烈：程嗣功之弟，明代嘉靖、隆庆和万历年间盐商
- 程子说、程子谏：万历元年（1573）同科举人
- 程鹏翀：清顺治十四年丁酉科（1657）江南举人[5]，康熙十九年任四川新津县知县[6]
- 程渡渊：盐商程槚次子，清顺治十四年丁酉科（1657）举人。次年丁酉江南科场案发，程渡渊“流谤被诬”[7]，父子二人同被流放发配充军。[8]
- 程国仁（1764—1824年）：居河南省商城县，嘉庆四年（1799年）己未科传胪
- 程家督：程国仁之子，嘉庆十年（1805年）乙丑科进士
- 程名燦：清代盐商,太学生。
- 程训寿：清代盐商,例贡生，程名燦之子
- 程希辕：清代盐商，程训寿之子
- 程桓生（1819—1897年）：两淮盐运使[9]
- 程夔（1846—1890年）：程桓生第三子，光緒三年（1877年）丁丑科进士
- 程锦龢(hé)（1847-年），程桓生第四子，优贡[10]
- 程善之（1880—1942年）：程桓生庶子，小说家，著有《残水浒》

## 分支
- 岑山渡程氏：元至元四年（1338），槐塘派程诚迁岑山渡，为“显承堂”分支。